# NGC 2146
NGC 2146 é uma galáxia espiral barrada (SBab/P) localizada na direcção da constelação de Camelopardalis. Possui uma declinação de +78° 21' 21" e uma ascensão recta de 6 horas, 18 minutos e 38,3 segundos.